# Ernst Hofmann (Landrat)
Ernst Hofmann (* 7. August 1915; † 14. Mai 1996 in Vilshofen) war ein deutscher Kommunalpolitiker.

## Werdegang
Der promovierte Regierungsrat war von 1952 bis zu dessen Auflösung am 1. Juli 1972 im Zuge der Gebietsreform Landrat des niederbayerischen Landkreises Vilshofen. Zudem war er 18 Jahre Abgeordneter im Kreistag des Landkreises Passau und zwölf Jahre im Bezirkstag von Niederbayern.

## Ehrungen
- 1964: Ehrenbürger in Albersdorf (jetzt: Vilshofen)
- 1968: Verdienstkreuz 1. Klasse der Bundesrepublik Deutschland
- Ehrenbürger von Osterhofen und Beutelsbach
- Ehrenring in Gold des Landkreises Passau
- 1996: Widmung des Ernst-Hofmann-Wegs in Albersdorf, ein Marterl erinnert an seine Leidenschaft für die Jagd

| Personendaten    | Personendaten     |
| ---------------- | ----------------- |
| NAME             | Hofmann, Ernst    |
| KURZBESCHREIBUNG | deutscher Landrat |
| GEBURTSDATUM     | 7. August 1915    |
| STERBEDATUM      | 14. Mai 1996      |
| STERBEORT        | Vilshofen         |